# Domácí potřeby
Domácí potřeby je typ specializované maloobchodní jednotky, která je zaměřena především domácí průmyslové zboží respektive na předměty, pomůcky, nástroje, stroje a přístroje užívané zejména v domácnostech.
Jedná se o poměrně širokou sortimentní skupinu, která zahrnuje například nádobí a nádoby, kuchyňské potřeby, domácí nástroje a pomůcky, drobné elektrospotřebiče, pomůcky pro šití, praní, žehlení a další domácí práce, drobné okrasné doplňky, hygienické potřeby, nábytkové doplňky apod. Někdy bývá tento typ prodejny kombinován s dalšími podobnými typy maloobchodních prodejen průmyslového zboží – například s klasickým železářstvím, drogerií, papírnictvím, prodejnou sportovního zboží, prodejnou textilu nebo i s prodejnou elektropotřeb a elektrospotřebičů.